# Johanna Frisk
Johanna Frisk (Björklinge, 19 de marzo de 1986) es una exjugadora sueca de fútbol. Jugaba como defensa. 
Comenzó su carrera en el Bälinge IF. En 2006 fichó por el Umeå IK, con el que jugó dos finales de la Ligas de Campeones. 
En 2009 debutó con la selección sueca (con la que jugó 3 partidos) y jugó en el Los Angeles Sol de la WPS. A su vuelta fichó por el Tyresö FF. 
En enero de 2014 anunció su retirada a los 27 años, tras no superar una lesión en la rodilla.

## Carrera
- Bälinge IF, Umeå IK (2006-09), Los Angeles Sol (2009), Tyresö FF (2010-13)